# Román Escolano
Román Escolano Olivares (Zaragoza, 20 de septiembre de 1965) es un economista y político español. Presidente entre 2012 y 2014 del Instituto de Crédito Oficial y vicepresidente entre 2014 y 2018 del Banco Europeo de Inversiones, en 2018 fue ministro de Economía, Industria y Competitividad del Gobierno de Mariano Rajoy.

## Biografía

### Primeros años y formación
Nació el 20 de septiembre de 1965 en la ciudad de Zaragoza.
Licenciado en 1988 en Ciencias Económicas y Empresariales en la Universidad Autónoma de Madrid (UAM), cursó un programa de alta dirección de empresas del IESE Business School, adscrito a la Universidad de Navarra.

### Inicios profesionales
Escolano, que accedió al Cuerpo Superior de Técnicos Comerciales y Economistas del Estado, fue asesor económico de José María Aznar entre 2000 y 2004 (como director del Departamento de Economía de su gabinete), y trabajó para el BBVA como director de relaciones institucionales. Se convirtió en 2012 en presidente del Instituto de Crédito Oficial (ICO), puesto que desempeñó hasta 2014.

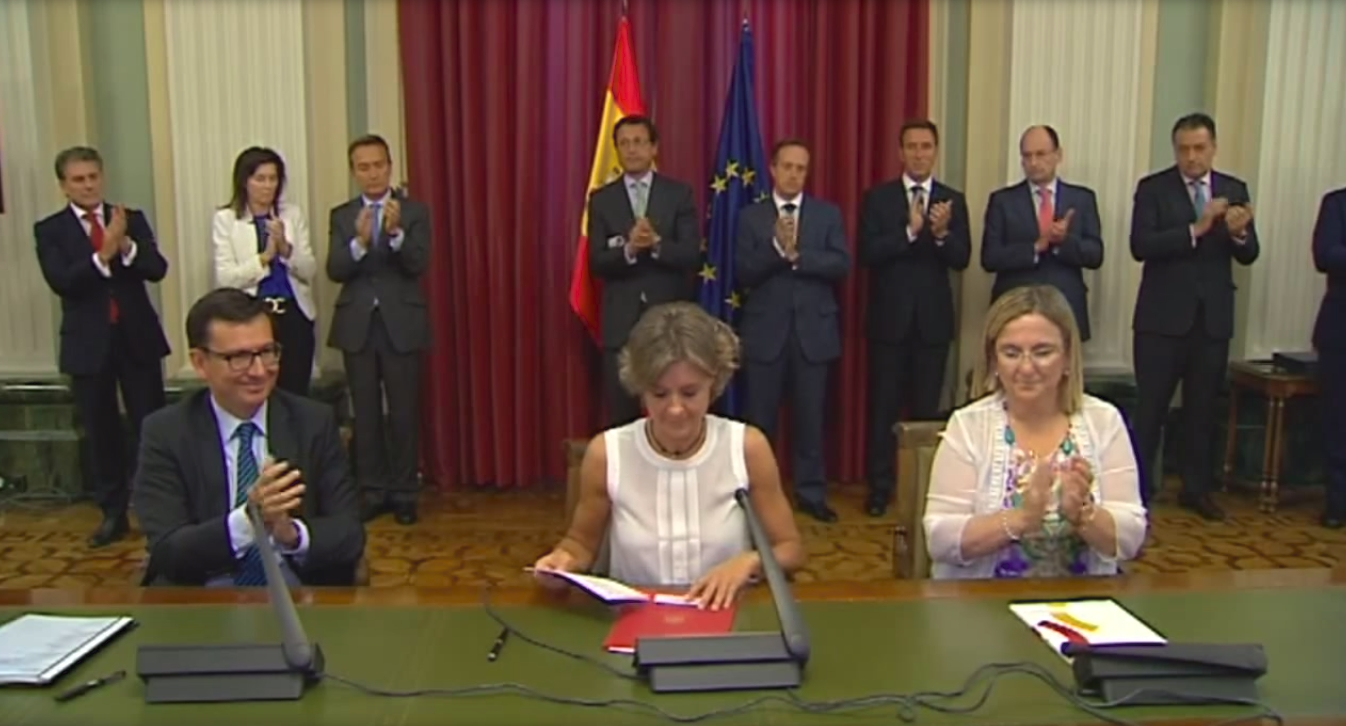
En 2015, siendo vicepresidente del BEI, junto a la ministra García Tejerina e Irene Garrido, entonces presidenta del ICO.

Tras un acuerdo con el gobierno portugués para proponerle como vicepresidente del Banco Europeo de Inversiones (BEI), tomó posesión del cargo en septiembre de 2014, sucediendo a Magdalena Álvarez, involucrada en el «caso de los ERE».
Además, ha sido miembro de los consejos de administración de Correos, FEVE y del ICEX. Próximo al Partido Popular (PP), ha colaborado con FAES. Se le ha caracterizado como «tecnócrata».

### Ministro en el gobierno de Rajoy
El 7 de marzo de 2018 Felipe VI sancionó mediante real decreto su nombramiento como ministro de Economía en sustitución de Luis de Guindos, elegido como vicepresidente del Banco Central Europeo; Escolano tomó posesión del cargo el día siguiente.
Cesado como ministro el 2 de junio de 2018 tras el triunfo de la moción de censura contra Mariano Rajoy, continuó en el cargo en funciones hasta el 7 de junio, cuando se produjo la toma de posesión de los ministros entrantes.
El 3 de septiembre de 2018 se incorporó como profesor a CUNEF.